# San José de Magallanes
San José de Magallanes är en ort i Mexiko.   Den ligger i kommunen Irimbo och delstaten Michoacán de Ocampo, i den södra delen av landet, 150 km väster om huvudstaden Mexico City. San José de Magallanes ligger 2 032 meter över havet och antalet invånare är 936.
Terrängen runt San José de Magallanes är varierad. Runt San José de Magallanes är det ganska tätbefolkat, med 93 invånare per kvadratkilometer. Närmaste större samhälle är Ciudad Hidalgo, 5,8 km väster om San José de Magallanes. I omgivningarna runt San José de Magallanes växer huvudsakligen savannskog.